# Großer Höckerflohkrebs
Der Große Höckerflohkrebs (Dikerogammarus villosus) ist ein bis zu 20 mm langer räuberischer Flohkrebs. Er erhielt seinen deutschen Namen erst, nachdem er als Neozoon in fast alle deutschen Gewässersysteme eingewandert war.

## Beschreibung
Der Große Höckerflohkrebs wird bis zu 2 cm lang und gehört damit zu den größeren Vertretern der in Mitteleuropa anzutreffenden Flohkrebse. Seine Färbung ist variabel, weiß-gelblich bis grünlich und oft mit einer deutlichen, dunklen Bänderung versehen. Die Antennen sind rötlichbraun, die Augen rot. Zwei auffällige, kegelförmige Höcker auf den Segmenten des Rückenendes (Urosom) waren ausschlaggebend für die deutschsprachige Benennung. Die Behaarung am Flagellum der zweiten Antennen ist wesentlich länger als die einzelnen Glieder des Flagellums, an der Antennenbasis ist die Behaarung locker. Diese Merkmale unterscheiden den Großen Höckerflohkrebs von seinen Verwandten Dikerogammarus haemobaphes und Dikerogammarus bispinosus.

## Verbreitung
Ursprünglich in den Unterläufen der ins Schwarze Meer mündenden Flüsse verbreitet, besiedelte er die Donau lange Zeit nur bis zum Mittellauf. Der Krebs trat zum ersten Mal 1992 in der deutschen Donau, 1993 im Main-Donau-Kanal, 1994 im Main und 1995 im Rhein auf, über den er 2002 den Bodensee erreicht hat. 2007 hatte er bereits den Hochrhein bis Stein am Rhein erobert. 1998 wurde die Art in der Weser bei Minden, im Mittellandkanal, Elbe-Seitenkanal, in der Elbe und im Elbe-Havel-Kanal nachgewiesen, in vielen Kanalabschnitten dabei bereits dominant auftretend. Heute ist er auch in der Elbe weit verbreitet, weitere Vorkommen finden sich in Havel und Spree. Das Tier hat inzwischen die Oder erreicht, ist im Westen bereits bis in das Rhone-System vorgedrungen und im Süden im Gardasee nachgewiesen worden.
Mittlerweile ist der Höckerflohkrebs auch in einigen Seen im Voralpengebiet, wie etwa dem Zürichsee in hohen Dichten verbreitet. Er wurde hier erst im Februar 2006 entdeckt und hat zuvor offenbar in wenigen Jahren unbemerkt den ganzen See besiedelt.
2010 wurde die Art auch in Großbritannien nachgewiesen. 
Im März 2023 wurde die Art im schwedischen Vätternsee nachgewiesen.

## Lebensraum
Große Individuen findet man oft unter Steinen oder in Ritzen, wo sie sich mit ihren abgespreizten Peraeopoden (Brustbeinen) III-V verkeilen. Er ist häufig in Kolonien der Wandermuschel. Kleinere Individuen besiedeln auch den oberflächennahen Algenfilz von Steinen und Spundwänden.

## Lebensweise
Der Große Höckerflohkrebs ist ein Allesfresser. Er ernährt sich räuberisch als Fressfeind von Gammarus tigrinus (wie er selbst ein Flohkrebs der Unterordnung Gammaridea) und vermutlich wichtiger Räuber von Chelicorophium curvispinum. Seine rasche Ausbreitung ist auf seine große Aggressivität im Biotop zurückzuführen, die bereits zu einer Verminderung der Artenvielfalt und zu lokalem Aussterben bestimmter Spezies geführt hat. Neben der räuberisch erbeuteten Nahrung kann der Große Höckerflohkrebs auch von abgestorbenen Pflanzenresten leben.

## Fortpflanzung
Das Weibchen trägt das stets größere Männchen schon vor der Eiablage auf dem Rücken mit sich herum (Prekopula). Das Weibchen legt die Eier dann in einen Brutraum an der vorderen Bauchseite ab. Nach der Befruchtung durch das Männchen verbleiben die Eier bis zum Ausschlüpfen der fertigen Jungkrebse in diesem Brutraum. Wie alle Flohkrebse betreibt also auch der Große Höckerflohkrebs Brutpflege.

## Phylogenie, Taxonomie, Systematik
Der Große Höckerflohkrebs wurde erstbeschrieben durch den russischen Zoologen Wassili Karlowitsch Sowinski (1853–1917), oft transkribiert als Sowinsky, in seinem 1894 erschienenen Werk Sur les crustacés de la Mer d'Azov als Gammarus marinus var. villosa. Er wurde später zur Art hochgestuft und in die 1899 durch den Briten Thomas Roscoe Rede Stebbing aufgestellte Gattung Dikerogammarus mit einbezogen, in der er bis heute verblieben ist. Die Art gehört in einen genetisch eng verwandten Formenkreis der Flohkrebse mit pontokaspischer Verbreitung. Edward Lloyd Bousfield stellte Dikerogammarus 1977 bei einem Versuch, die heterogene Riesengattung Gammarus und die Gammaridae neu zu gliedern, in die von ihm neu aufgestellte Familie der Pontogammaridae. Später wurde sie aus der Familie wieder ausgegliedert und in die Gammaridae zurück transferiert, wo sie bisher verblieben ist. Nach den genetischen Analysen ist sie mit den bei den Pontogammaridae verbliebenen Gattungen eng verwandt. Es ist unzweifelhaft klar geworden, dass die Familie Gammaridae, wie heute umschrieben, eine polyphyletische, künstliche Gruppe ist, in die die Pontogammaridae (unter anderen) eingeschachtelt sind, so dass deren Anerkennung die Gammaridae paraphyletisch macht. Die Gliederung wurde aber provisorisch so belassen, da derzeit noch keine befriedigende Ersatzlösung möglich ist. Hier sind künftig Änderungen zu erwarten.